# 逆城市化
逆城市化（英語：counterurbanization）或去城市化（deurbanization）是人们从城市地区迁移到农村地区的人口和社会过程。与郊区化一样，它反而是和城市化密切相关的。逆城市化最初作为对内城贫困的反应而发生。最近的研究记录了逆城市化的社会和政治驱动因素及其对中国等处于大规模城市化进程中的发展中国家的影响。逆城市化是导致城市收缩和城市衰退的原因之一。

## 定义
逆城市化的定义在世界各地各不相同，但都围绕着从人口稠密地区迁移到人口较少的地区的移动的中心思想。滑鐵盧大學地理系副教授Clare J.A. Mitchell发表称，在欧洲，逆城市化是超出郊区化或大都市去中心化的一个区域向另一区域分散化的过程。虽然存在许多定义，但Mitchell指出，逆城市化是描述一种迁移的描述性术语。他将逆城市化分为三种：远郊城市化（ex-urbanization）、迁移城市化（displaced-urbanization）和反城市化（anti-urbanization）。

## 原因
与城市化相反，逆城市化是人们从城市社区向农村社区迁移的过程。从城市社区迁移到农村社区有很多原因，包括就业机会和更简单的生活方式。近年来，因技术进步，这一过程已经发生了逆转。借助新的通信技术，农村社区的人们可以在家工作，由于他们可以通过农村互联网相互联系，这意味着一些就业机会不再需要搬迁至城市社区才能够获得。逆城市化能为人们提供探索城市生活替代方案的可能性，从而改变居住地点的偏好。
一直以来，跨国公司的业务会雇佣较贫穷国家的工人来提供廉价劳动力，即外判（outsourcing）。近年来，企业在使用“乡村外包”（rural sourcing），即以中小城镇作为劳动力来源。这在国内和农村社区创造了就业机会，因此当地人无需举家搬迁至新环境中，公司也减少了不必要的开支。这些农村地区的大多数工人得到的薪酬较少，但可以选择在家还是在办公室工作。如果他们选择城市，公司反而要花更多的资金购置全新的办公室，让城市员工来工作。
过去，美国普遍的移民趋势是从东到西。堪萨斯大学商学院应用经济学中心执行主任Art Hall表示，“加利福尼亚州已经失去了至少十年的人才……加利福尼亚正出现两种模式的移民。人们正离开海岸，搬到北部内陆。离开时，他们往往去亞利桑那州和内华达州。所以这不是很长途的迁移。也有些人会北上到西雅圖和波特兰。其中答案的一部分是，住在加州太贵了。”
根据Hall的说法，人们会受到气候、就业和税率等因素的影响而搬迁。Hall还发现，家庭不甚稳定的人往往更常迁移。选择住在农村地区的人们觉得其好处更多，如空气更清新、更安静，空间更大。较小的城镇对居民而言很方便也得到了证实。
美国国家税务局在2009年的一项研究中公布的数据显示，人们正从人口超过400万的大城市转移到人口约100-200万的较小的城市。
人们离开一座城市去到更小城市的原因在全球范围内并不相同。对俄罗斯而言，就业未必会转移到农村地区以适应那些想要离开城市的人。相反，人们发现自己有两个家，一个是工作日在城市，另一个是休息日在农村地区。城市以外的基础设施薄弱，无法满足希望完全搬迁的人。2010年，研究发现三分之二的小城镇是萧条的，这意味着它有大量失业的劳动年龄人口，而且生意难以盈利。
Mitchell认为，逆城市化现象反映了人们偏好的生活方式中的价值观和意识形态，因此不仅要考虑到从城区出走的距离，还要考虑动机。Mitchell使用“远郊城市化”（ex-urbanization，“exurb”意为遠郊，一些学者译作“通勤城市化”）一词描述该过程，用“ex-urbanites”（远郊城市人）指那些居住在城市城市外围的人，他们通过社交网络和工作保持密切联系。远郊城市人通常仍然享受现代基础设施的便利。关于离开城市的不同动机的另一术语“迁移城市化”（displaced-urbanization）是指因诸如以下因素而被迫离开城市的人：找不到工作、生活成本增加，或对城市社会文化的不满和/或抵触。最后，还有那些参与“反城市化”（anti-urbanization）的人。通常，这些人受到了一种拒绝城市生活方式和消费文化的激励。对于那些选择离开和放弃城市生活方式和文化的人来说，逆城市化是一种逃避。出于这种原因而离开城市的决定通常是向精神成长和拒绝物质主义迈出的一步。
政治原因也有可能导致反城市化。中国在1966-1976年“文化大革命”间，城市化陷入停滞，并出现了大规模的反城市化现象，具体表现为大规模的“上山下乡”运动，工厂内迁，干部、知识分子受迫害迁往农村等。据估计，20世纪60年代末下乡的高峰期，中国有1000多万人从城市迁往农村，而1968年全国的城镇人口仅1.68亿。本次反城市化完全不同于发达国家出现的逆城市化，是极“左”政治路线的产物。类似地，柬埔寨在红色高棉政权时期也出现类似现象。波尔布特称城市是“肮脏、腐败的资产阶级象征”，随后红色高棉将数百万人从柬埔寨各个城市驱逐到乡下，这种行动直到1979年越南攻入柬埔寨并摧毁红色高棉政权后的柬埔寨政府恢复活动时期才结束。
总而言之，逆城市化原因主要是两种：内部原因和外部推动因素。内部原因包括地价和房价过高、市中心人居环境恶化、产业结构调整；外部推动因素主要是汽车的普及、高速公路的建设、媒体和商业宣传、生活观念变化、政治原因等。

## 案例

### 美国
美国是逆城市化的典型。因为城市化开始的早，美国城市的核心区域规划和建设时间也较早。这些规划已经不适用于现代交通和过高的人口密度。由于美国没有大规模行政主导的拆迁活动（主要是资本主导下的局部重新开发），土地也属于私人，城市更新计划推进缓慢，市区很多已经不宜居的住房单元仍旧保留。对于一些中小城市，这些住宅区无法吸引到中产阶级住户也无法保持房价（郊区新建住房的竞争）而被遗弃或成为贫民窟。大片被遗弃的社区与贫民窟形成犯罪活动的温床，加上地税税收剧减，公共服务恶化，进一步驱使居民搬出。这种现象早在20世纪初就已经出现，但规模并不大，也不普遍。50年代政府主导的州际高速公路建设加速了这种趋势，因为这些高速公路直达内城，使得郊区通勤时间成本急剧降低，而郊区良好的生活环境也是吸引居民外迁的原因。
很多工业城市在70年代后也出现了居民外流的问题，因为全球化和环保活动导致美国很多劳动密集型和污染性工业部门外迁，市区内出现大量失业人口和大片废弃厂区，形成衰败的环境氛围，根据环境犯罪学的理论，这种衰败氛围也会加剧城市中的犯罪活动，进一步迫使当地人口外迁。
典型的逆城市化城市有：巴尔的摩（人口从50年代的95万下滑到现在的58万）、芝加哥（人口从50年代的360万下滑到现在的270万）、底特律（人口从50年代的190万下滑到现在的60万）、克利夫兰、匹兹堡、托莱多、弗林特、皮奥里亚、东圣路易斯、圣路易斯、加里、密尔沃基、孟菲斯、新奥尔良、哈里斯堡等。

### 德国
20世纪70年代，环境污染问题导致西方国家大规模放弃煤炭改用石油和天然气，鲁尔工业区的煤炭产业遭受致命打击。随后欧洲钢铁产能逐渐转移到发展中国家，整个鲁尔-杜塞尔多夫地区经济产业重组，大量工人下岗转业，鲁尔工业区出现严重人口外流现象。但随着21世纪初期的都市更新计划的实施，城市人居环境得到极大改善，居民内迁趋势明显。